# シコルスキー S-1
S-1
S-1とイーゴリ・シコルスキー
- 用途：プロトタイプ
- 設計者：イーゴリ・シコルスキー
- 製造者：イーゴリ・シコルスキー
- 初飛行：1910年5月
- 生産数：1機

シコルスキー S-1は、 後にシコルスキー・エアクラフトを創業するイゴーリ・シコルスキーが、ロシア帝国在住時に初めて独自設計した固定翼機である。

## 設計と開発
S-1は1910年2月から開発が開始された推進式の複葉機であり、同年4月に完成した。離陸試験は同年5月上旬にキエフ近郊で実施された。試験当時は離陸に有利な向かい風があったことから一時的に浮遊したが、その後の試験での進展は乏しかったため、主翼を残して解体された。なお、この主翼は後継の試験機であるS-2に流用されている。

## 要目
- 乗員：1名
- 全長：8 m
- 翼幅：8 m
- 翼面積：24 m²
- 空虚重量：180 kg
- 全備重量：250 kg
- エンジン：1 × アンザーニ製W型3気筒エンジン、11 kW (15 hp)